# Parafia Zaśnięcia Najświętszej Maryi Panny w Kleszczelach
Parafia Zaśnięcia Przenajświętszej Bogurodzicy – parafia prawosławna w Kleszczelach, w dekanacie Kleszczele diecezji warszawsko-bielskiej.
Na terenie parafii funkcjonuje 5 cerkwi:
- cerkiew Zaśnięcia Najświętszej Maryi Panny w Kleszczelach – parafialna
- cerkiew św. Jerzego w Kleszczelach – filialna
- cerkiew św. Mikołaja w Kleszczelach – filialna
- cerkiew św. Paraskiewy w Dobrowodzie – filialna
- cerkiew św. Marii Magdaleny w Suchowolcach – filialna

Ponadto na terenie parafii znajduje się, uważane przez prawosławnych za cudowne, źródełko w Dobrowodzie.

## Historia
Początki prawosławia na terenie obecnych Kleszczel sięgają XI w., co miało związek z kolonizacją tych ziem przez plemiona ruskie. Najstarsze cerkwie prawdopodobnie istniały w uroczyskach Czerwona Hora i Kłuboczok. Pierwsza pisemna informacja o cerkwi św. Mikołaja w Kleszczelach pochodzi z 1560.
Obecna parafia została erygowana w 1877 po wybudowaniu cerkwi Zaśnięcia Przenajświętszej Bogurodzicy. Jest ona kontynuatorką wcześniej istniejących parafii św. Mikołaja i św. Jerzego (istniejącej do 1825, następnie włączonej do parafii św. Mikołaja), wzmiankowanych w dokumentach z 1673.
W latach 20. XX w. do parafii kleszczelskiej przyłączono wiernych z parafii w Kośnej. W 1936 w Kośnej utworzono parafię neounicką, która po 1939 powróciła – utrzymując samodzielność – do prawosławia.
W 1984 z parafii w Kleszczelach wydzielono nową samodzielną parafię w Kuzawie, a w 1986 z parafii w Kuzawie – parafię w Czeremsze.
Obecnie w skład parafii wchodzą Kleszczele oraz 3 wsie: Dobrowoda, Suchowolce i Zaleszany z ogólną liczbą 800 osób.

## Wykaz proboszczów

### Parafia św. Jerzego (istniała do 1825)
- 1727 – o. Iakob (Jakub) Swiderski
- 1816 – ks. Grzegorz Zakrzewski

### Parafia św. Mikołaja (istniała do 1877)
- 1582 – o. Hawryił
- 1840–1852 – ks. Antoni Sosnowski
- 1852–1859 – ks. Onufry Gogolewski
- 1860–1871 – ks. Mikołaj Bazylewski
- 1871–1877 – ks. Hilarion Budiłowicz

### Parafia Zaśnięcia Przenajświętszej Bogurodzicy
- 1877–1887 – ks.Józef Taranowicz
- 1887–1911 – ks. Aleksander Sołowjewicz
- 1911–1915 – ks. Teofil Demianowicz
- 1915–1920 – przerwa w funkcjonowaniu parafii (bieżeństwo)
- 1920–1924 – ks. Eufimiusz Maksymczuk
- 1924–1928 – ks. Platon Pańko
- 1928–1931 – ks. Andrzej Kuczuk
- 1931–1938 – ks. Włodzimierz Kudrawiec
- 1938–1958 – ks. Mikołaj Rudeczko
- 1958–1966 – ks. Włodzimierz Garustowicz
- 1966–2021[2] – ks. Mikołaj Kiełbaszewski
- od 2021[3] – ks. Sławomir Jarocewicz

## Galeria

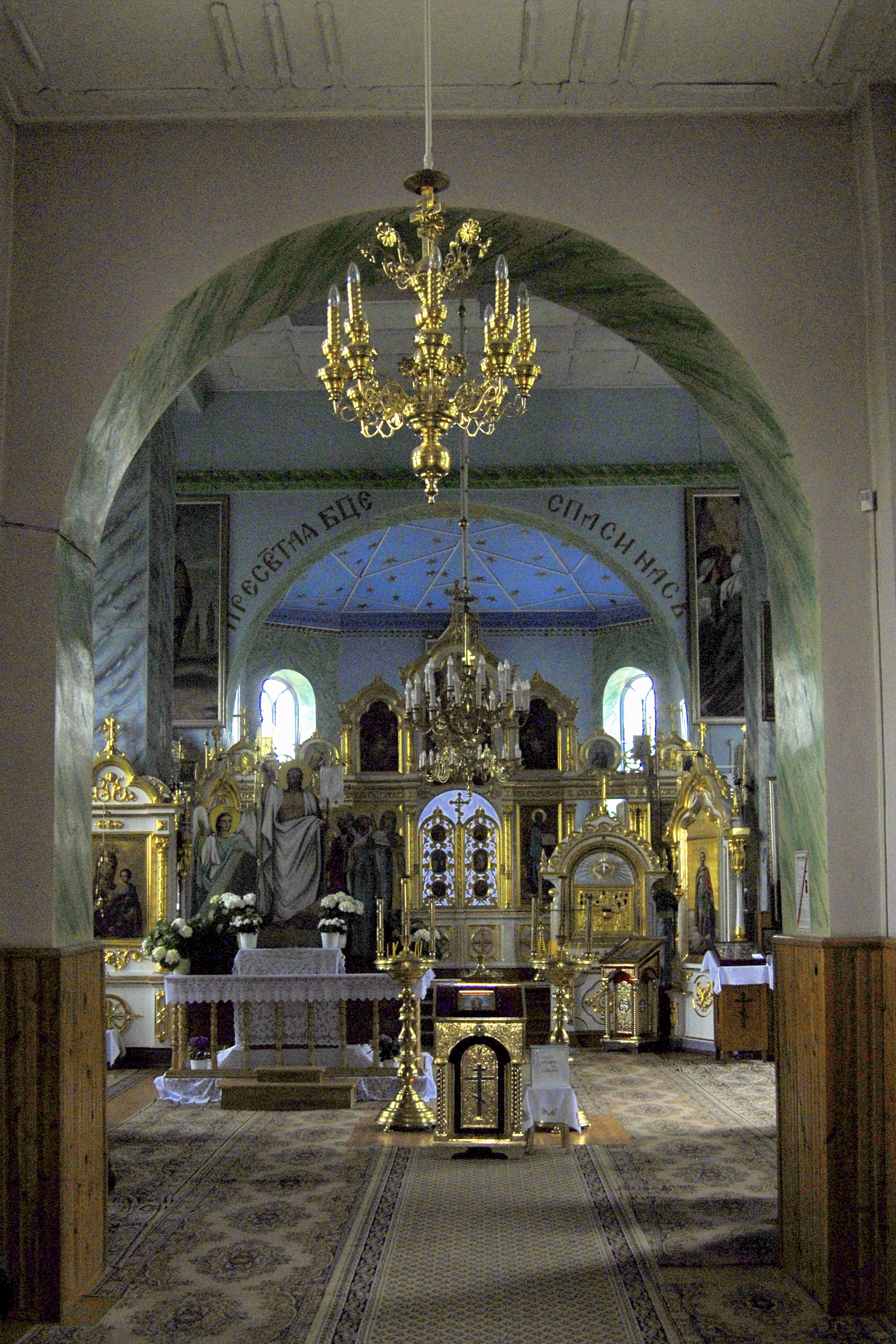
Wnętrze cerkwi parafialnej
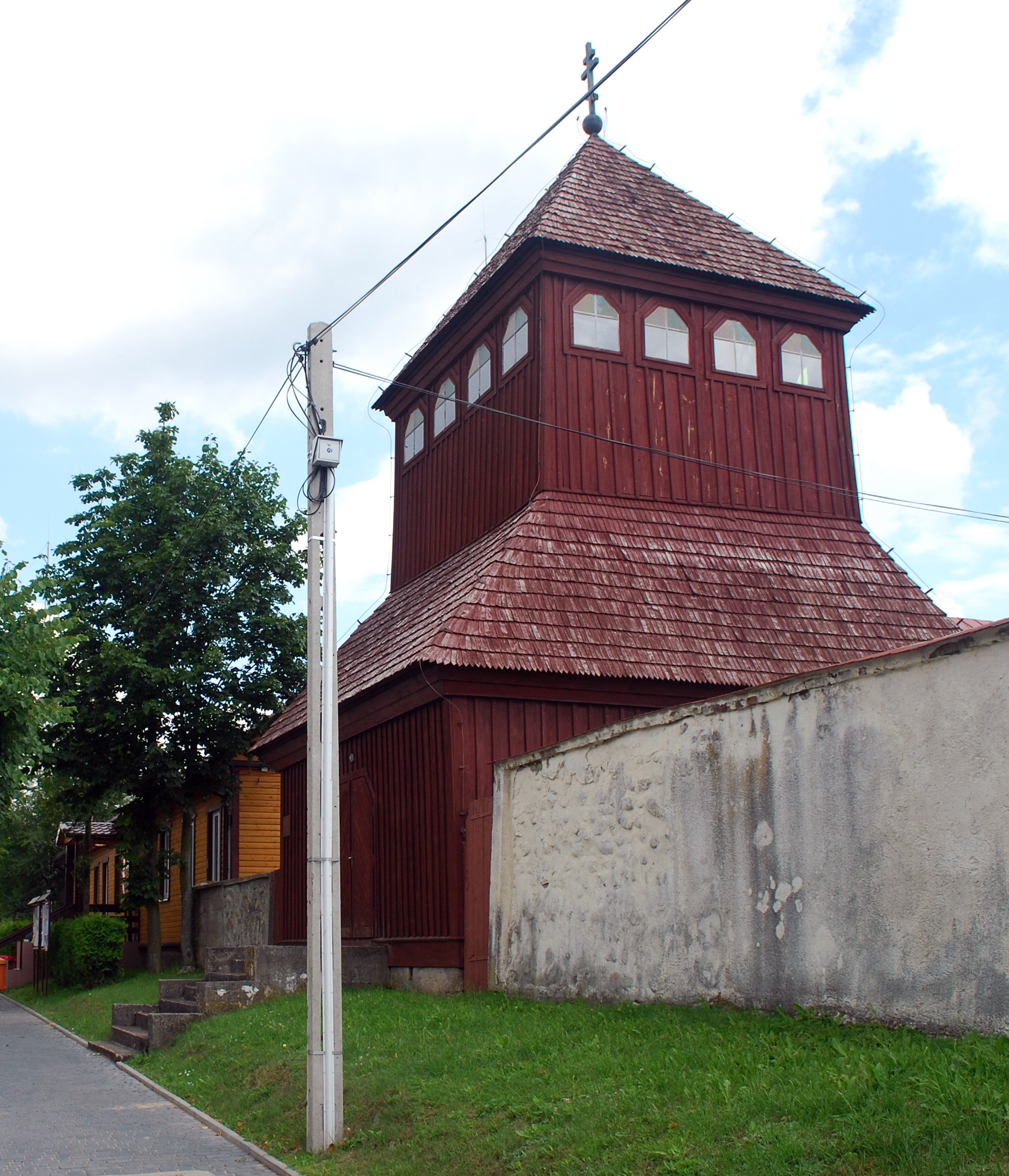
Cerkiew pomocnicza św. Mikołaja w Kleszczelach
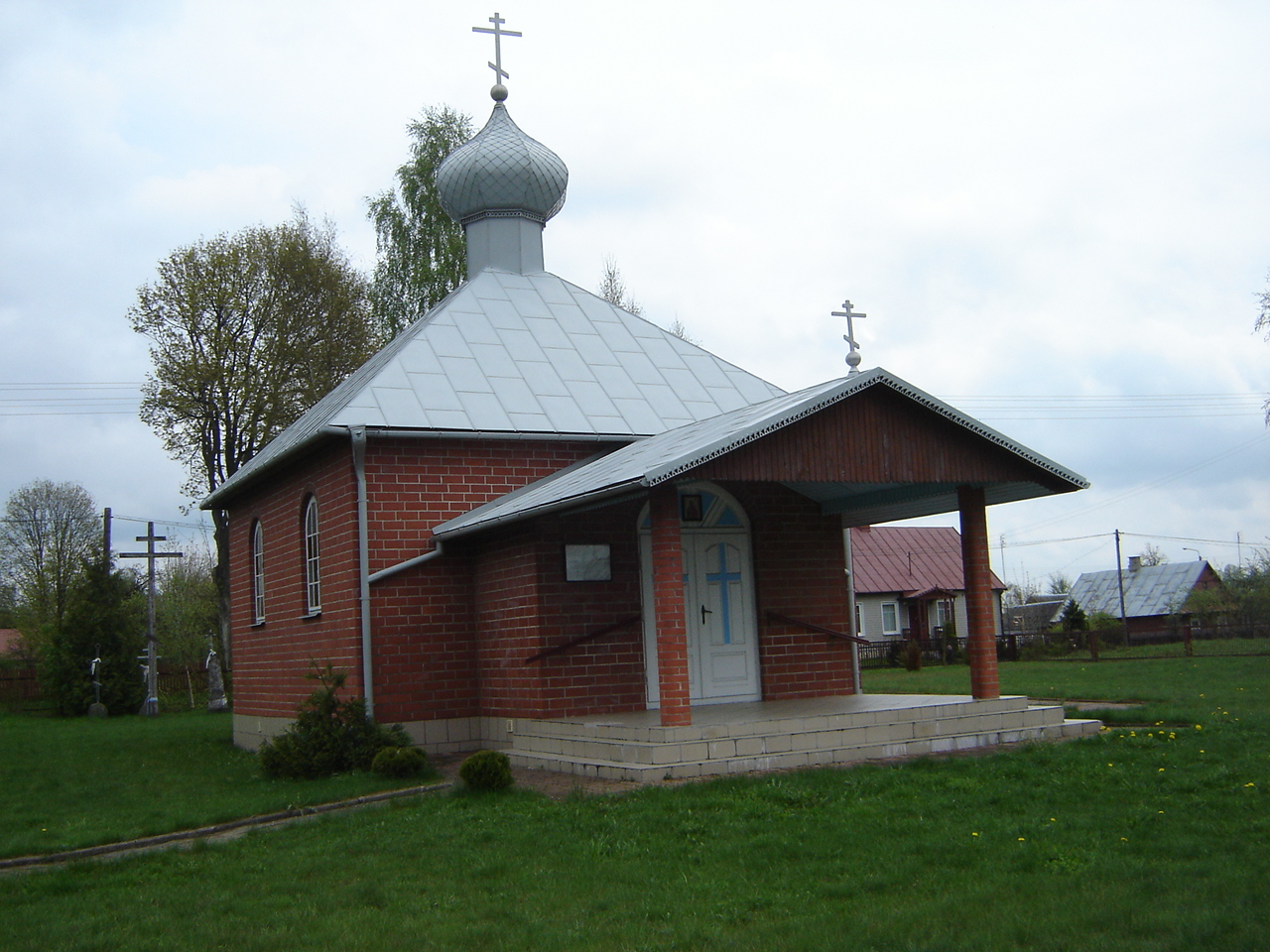
Cerkiew św. Jerzego w Kleszczelach
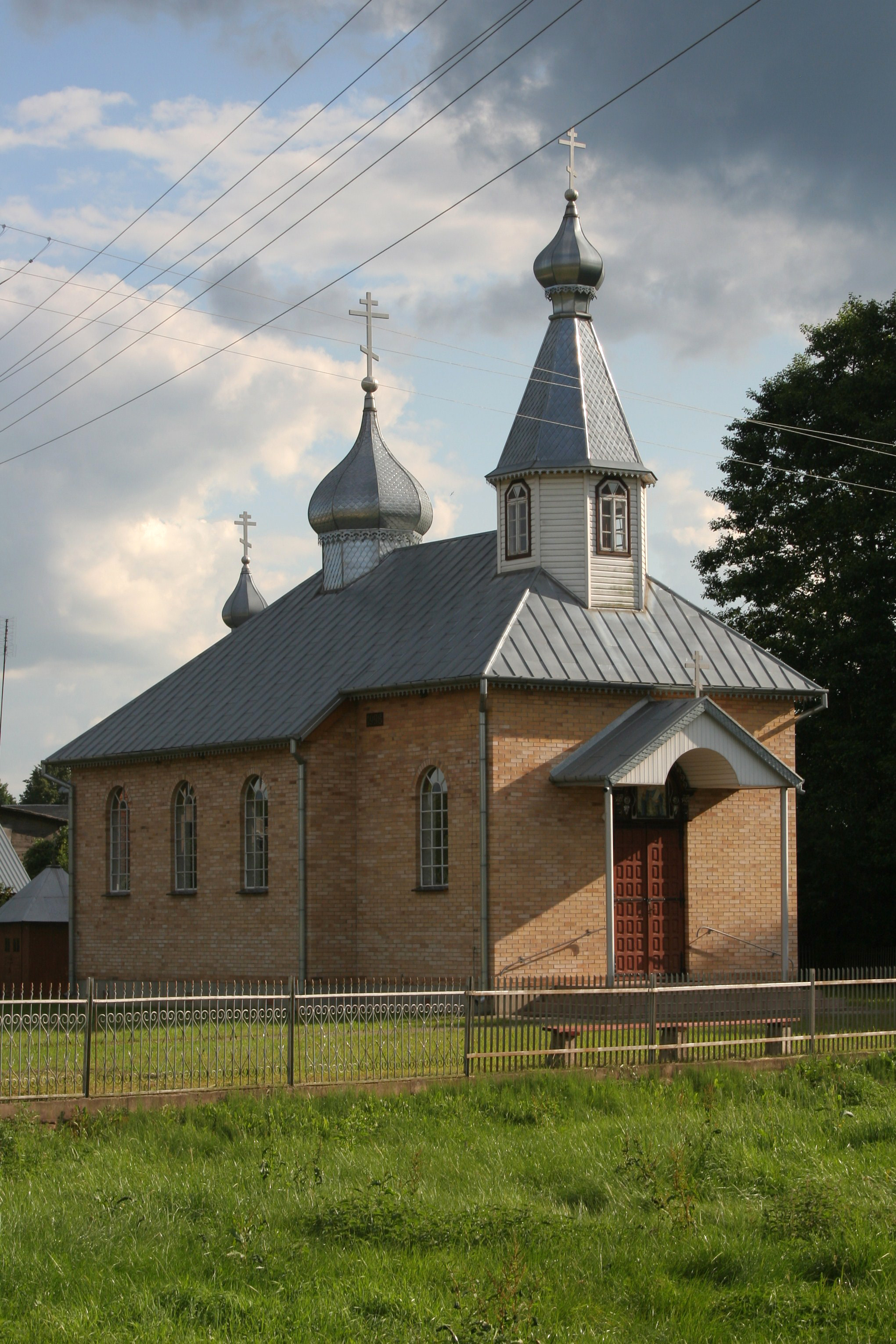
Cerkiew św. Paraskiewy w Dobrowodzie
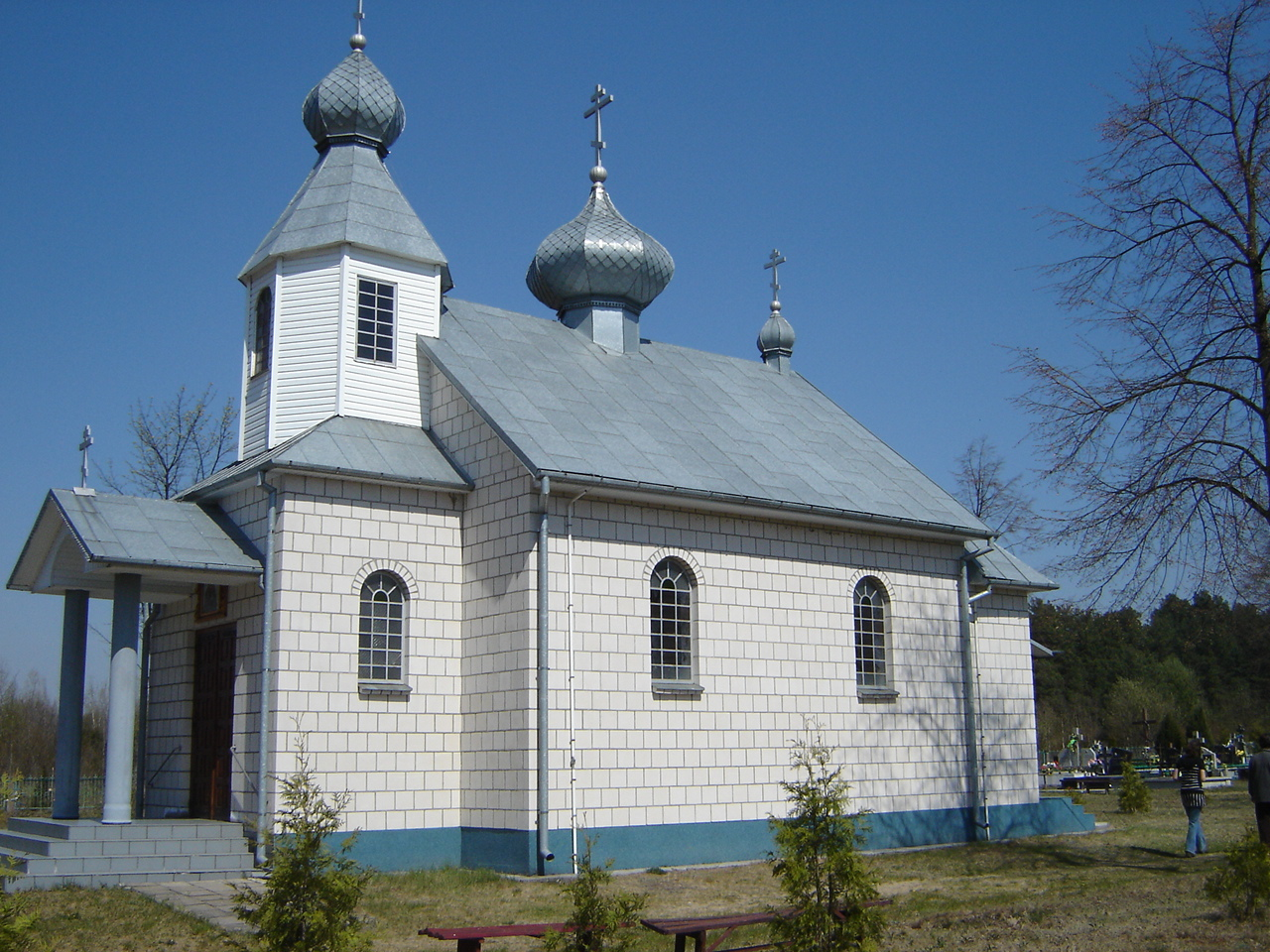
Cerkiew św. Marii Magdaleny w Suchowolcach
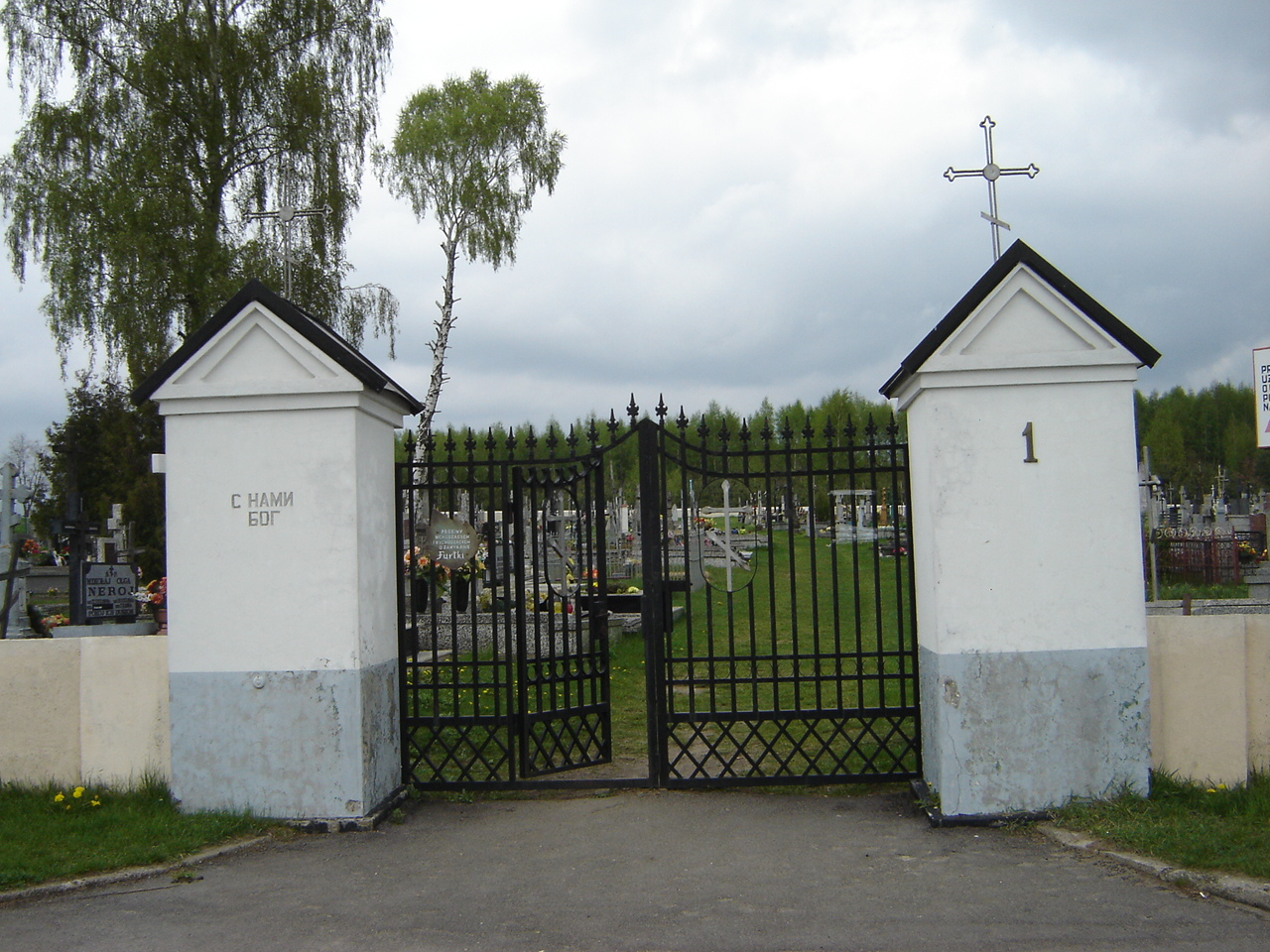
Cmentarz prawosławny w Kleszczelach